# Symphonie no 3 de Pärt
Pour les articles homonymes, voir Symphonie no 3.
La Symphonie no 3 est une œuvre pour orchestre écrite par Arvo Pärt, compositeur estonien associé au mouvement de musique minimaliste.

## Historique
Cette troisième symphonie du compositeur a été composée en 1971 et exécutée en public pour la première fois l'année suivante, à Tallinn, par l'Orchestre symphonique de la Radio estonienne sous la direction de Neeme Järvi, dédicataire de l'œuvre.

## Structure
En trois mouvements.

## Discographie
Discographie non exhaustive.
- Sur le disque Orchestral Works, par l'Orchestre d'Ulster dirigé par Takuo Yuasa, chez Naxos (2000)
- Sur le disque 100 Years of Estonian Symphony, par l'Orchestre symphonique national estonien dirigé par Neeme Järvi, chez Estonian Record Productions (2004)